# کورینالدو
کورینالدو (به ایتالیایی: Corinaldo) یک کومونه در ایتالیا است که در استان آنکونا واقع شده‌است.

## خصوصیات
کورینالدو ۴۸٫۳۲ کیلومترمربع مساحت و ۵٬۱۵۲ نفر جمعیت دارد و ۲۰۳ متر بالاتر از سطح دریا واقع شده‌است.

## خواهرخوانده
شهرهای San Benedetto dei Marsi و نتونو خواهرخوانده‌های کورینالدو هستند.